# Assassin's Creed Odyssey
Assassin's Creed Odyssey is een action-adventurespel ontwikkeld door Ubisoft Quebec. Het spel wordt uitgegeven door Ubisoft en kwam op 5 oktober 2018 uit voor de PlayStation 4, Windows en de Xbox One. Het spel is exclusief in Japan ook te spelen op de Nintendo Switch via Nintendo's streaming service. Het is het elfde consolespel uit de Assassin's Creed-serie en volgt Assassin's Creed Origins uit 2017 op. 
Assassin's Creed Odyssey speelt zich af tijdens de Peloponnesische Oorlog tussen de stadstaten van Athene en Sparta. De speler kan zelf het geslacht van zijn personage kiezen: de mannelijke Alexios of de vrouwelijke Kassandra, beiden afstammeling van Leonidas I van Sparta.

## Verhaal
Tijdens de Slag bij Thermopylae leidt Leonidas I van Sparta het Spartaanse leger tegen een Perzische aanval. De slag wordt gewonnen, maar een krijgsgevangene vertelt Leonidas dat het bestaan van de bergpas verraden is aan het Perzische leger, dat de Spartanen de volgende morgen zal omsingelen. Toch besluit Leonidas de Perzische opmars te stoppen.
In het heden vindt Layla Hassan de speer van Leonidas en samen met Victoria Bibeau ontdekt ze het DNA van twee personen, broer en zus Kassandra en Alexios. Met hulp van de Assassijnen kiest Layla een van de personen en activeert ze de Animus om de locatie van de Staf van Hermes te vinden.
De Misthios begon als een jong Spartaans kind, opgevoed door zijn/haar ouders Nikolaos en Myrrine, en erfde de speer van Leonidas van Myrrine als een van de nakomelingen van Leonidas. Op een dag worden zowel de Misthios als zijn/haar broer of zus van de berg Taigetos geworpen door een profetie van het orakel van Delphi, waarbij de Misthios door Nikolaos zelf naar beneden wordt gegooid. De Misthios overleeft de val en vlucht naar het eiland Kefalonia, waar hij/zij opgroeit met het klaren van klusjes voor Marcos tot de Peloponnesische Oorlog begint.
De Misthios wordt benaderd door een rijke man genaamd Elpenor, die hem/haar inhuurt om "De Wolf van Sparta" te vermoorden. De Misthios ontdekt later dat de Wolf Nikolaos zelf is en confronteert hem daarmee. Nikolaos geeft toe dat hij spijt heeft van wat hij deed, maar dat hij het deed voor het welzijn van Sparta. De Misthios heeft de keuze om Nikolaos te doden of hem te sparen, en ontdekt dat Nikolaos eigenlijk zijn stiefvader is en dat Myrrine in gevaar is.
De Misthios confronteert Elpenor, die onthult dat hij wist dat Nikolaos zijn/haar stiefvader was en hem dood wilde hebben om de oorlog te laten aanslepen. Hij biedt dan de taak aan om Myrrine te vermoorden, maar de Misthios weigert en Elpenor vlucht. De Misthios reist vervolgens naar het Orakel van Delphi om de Pythia te vragen waar Myrrine zich bevindt, waar hij/zij Herodotos tegenkomt, die de speer van Leonidas herkent. Bij het ontmoeten van de Pythia, wordt de Misthios gewaarschuwd voor de Sekte van Kosmos, die zijn/haar familie tracht te vermoorden. De Misthios onderzoekt de Sekte verder door Elpenor te vermoorden en zijn vermomming te gebruiken om bij een Sekte-bijeenkomst te infiltreren. Hij/zij ontdekt dat de Sekte van plan is om misbruik te maken van de oorlog om de controle over heel Griekenland te grijpen, en dat Deimos in feite de broer/zus van de Misthios is, nu gehersenspoeld om de bevelen van de Sekte te volgen.
De Misthios zet de reis voort doorheen Griekenland, terwijl hij/zij de corruptie van de Sekte in zowel Sparta als Athene ontsluiert en bevriend raakt met bekende Griekse figuren zoals Perikles en Aspasia. De Misthios is niet in staat Perikles' dood door toedoen van Deimos te stoppen, maar hij/zij kan zich herenigen met Myrrine en zijn/haar ware vader, Pythagoras, vinden. Myrrine en Pythagoras leggen uit dat ze Alexios en Kassandra gebaard hebben om de bloedlijn van Leonidas te behouden, omdat hij en zijn nakomelingen een speciale band hebben met Precursor-artefacten, zoals de speer van Leonidas. Pythagoras geeft opdracht aan de Misthios om verschillende Precursor-artefacten te herstellen die nodig zijn om de verborgen Precursor-stad Atlantis permanent af te sluiten, zodat haar kennis niet kan worden misbruikt door vijanden zoals de Sekte. Na afloop slaagt de Misthios erin de dood van Perikles te wreken door zijn politieke rivaal Kleon te vermoorden. Afhankelijk van de acties van Misthios, kan hij/zij Deimos overtuigen om de Sekte te verlaten en de familie te herbouwen met Nikolaos, Myrrine, zijn/haar broer of zus, en hun nieuwe stiefbroer Stentor om gelukkig samen in hun oude familiehuis te wonen.
Nu de oorlog afgewend is en de Sekte zo goed als geëlimineerd, gaat de Misthios op weg naar de geheime ontmoetingsplaats van de Sekte onder de Tempel van Delphi om de Precursor-piramide te vernietigen die de Sekte gebruikte om de Griekse politiek te beïnvloeden. Terwijl de Misthios de piramide aanraakt, krijgt hij/zij visioenen van toekomstige conflicten voordat de piramide wordt vernietigd. Dan komt Aspasia aan en onthult dat zij de oorspronkelijke leider van de Sekte was, maar het niet eens was met de acties van de Sekte omdat haar leden corrupter werden, en zij bedankt de Misthios voor het vernietigen van de Sekte. De Misthios heeft de optie om Aspasia te doden of te sparen, maar verbreekt de banden met haar, ongeacht welke keuze hij/zij maakt. Ten slotte verzamelt de Misthios alle artefacten die nodig zijn om Atlantis te verzegelen en activeert een opname van de Precursor Aletheia die met de Misthios en Layla smeekt dat Precursor-kennis en technologie niet voor mensen is bedoeld en moet worden vernietigd om ervoor te zorgen dat mensen hun volle potentieel ontwikkelen. Pythagoras geeft met tegenzin de Staf van Hermes door aan de Misthios en sterft daarbij. De Misthios vervolgt dan zijn/haar avonturen.
In het heden gebruikt Layla de gegevens van de Animus om Atlantis te vinden en te activeren. Terwijl de Assassijnen de gegevens analyseren, is Layla geschokt door het vinden van de Misthios, levend gehouden tot de moderne tijd door de Staf van Hermes. De Misthios waarschuwt Layla dat de wereld een balans nodig heeft tussen orde en chaos, respectievelijk de Tempeliersorde en Assassijnen, en dat beide zijden heersend over de ander zullen resulteren in de ondergang van de wereld. De Misthios verklaart ook dat Layla de geprofeteerde is die evenwicht in orde en chaos zal brengen en hij/zij geeft de staf van Hermes, waarbij de Misthios zijn/haar leven opoffert tijdens het proces. Layla beweert echter dat er zoveel van het leven van Misthios is dat ze niet hebben gezien en ze gaat opnieuw de Animus in.

## Ontvangst
| Recensiescore       | Recensiescore            |
| Recensieverzamelaar | Score                    |
| ------------------- | ------------------------ |
| Metacritic          | 85/100 (PS4) 87/100 (X1) |
| Publicist           | Score                    |
| Gamer.nl            | 8,5/10 (PS4)             |
| IGN                 | 9.2/10 (PS4 & X1)        |
| Power Unlimited     | 82/100 (PS4)             |
| XGN                 | 9.2/10 (PS4)             |

Assassin's Creed Odyssey is over het algemeen positief beoordeeld door recensenten. Zo heeft het spel een score van tussen de 85 en 87 op recensieverzamelaar Metacritic.